# Tinkoff Restaurants (wielerploeg)/2006
Deze pagina geeft een overzicht van de Italiaans-Russische wielerploeg Tinkoff Restaurants in 2006.

## Algemeen
Sponsors: Tinkoff
Algemeen manager: Alexandr Koeznetsov
Ploegleiders: Tyurvya Nevlyaev, Alexander Koelikov, Vladimir Kolosov
Fietsen: Denti

## Renners
| Naam                | Geboortedatum | Nationaliteit | Ploeg 2005 |
| ------------------- | ------------- | ------------- | ---------- |
| Pavel Broett        | 29-01-1982    | Rusland       | Lokomotiv  |
| Ilja Tsjernetski    | 17-01-1984    | Rusland       | Neoprof    |
| Michail Ignatiev    | 07-05-1985    | Rusland       | Lokomotiv  |
| Egor Kasakov        | 21-01-1987    | Rusland       | Neoprof    |
| Sergej Klimov       | 07-07-1980    | Rusland       | Lokomotiv  |
| Ilya Krestianinov   | 29-07-1984    | Rusland       | Neoprof    |
| Anton Mindlin       | 09-07-1985    | Rusland       | Lokomotiv  |
| Ivan Rovny          | 30-09-1987    | Rusland       | Neoprof    |
| Aleksandr Serov     | 12-11-1982    | Rusland       | Lokomotiv  |
| Vladimir Shchekunov | 08-01-1987    | Rusland       | Neoprof    |
| Oleg Tinkov         | 25-12-1967    | Rusland       | Neoprof    |
| Nikolaj Troesov     | 02-07-1985    | Rusland       | Lokomotiv  |

## Belangrijkste overwinningen
| Ronde van Griekenland 2e etappe: Pavel Broett Eindklassement: Pavel Broett Ronde van Lleida 1e etappe: Michail Ignatiev 2e etappe: Michail Ignatiev 3e etappe: Pavel Broett 5e etappe: Nikolaj Troesov Eindklassement: Michail Ignatiev Circuito Montañés 5e etappe: Pavel Broett |

2006 · 2007 · 2008 · 2009 · 2010 · 2011 · 2012 · 2013 · 2014 · 2015 · 2016 · 2017 · 2018 · 2019